# Xieng Khouang

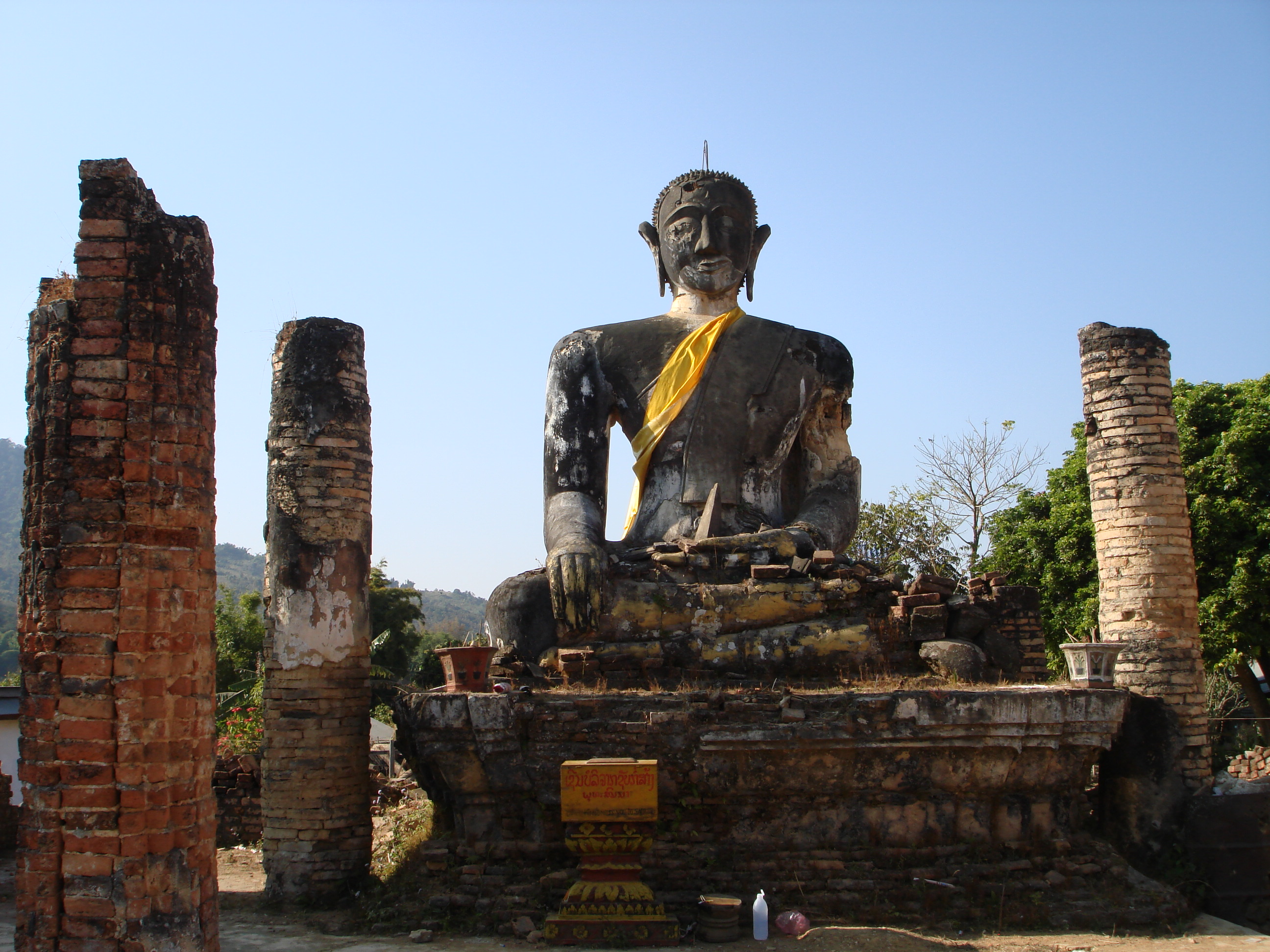
Bouddha du Vat Phia Vat (2009).

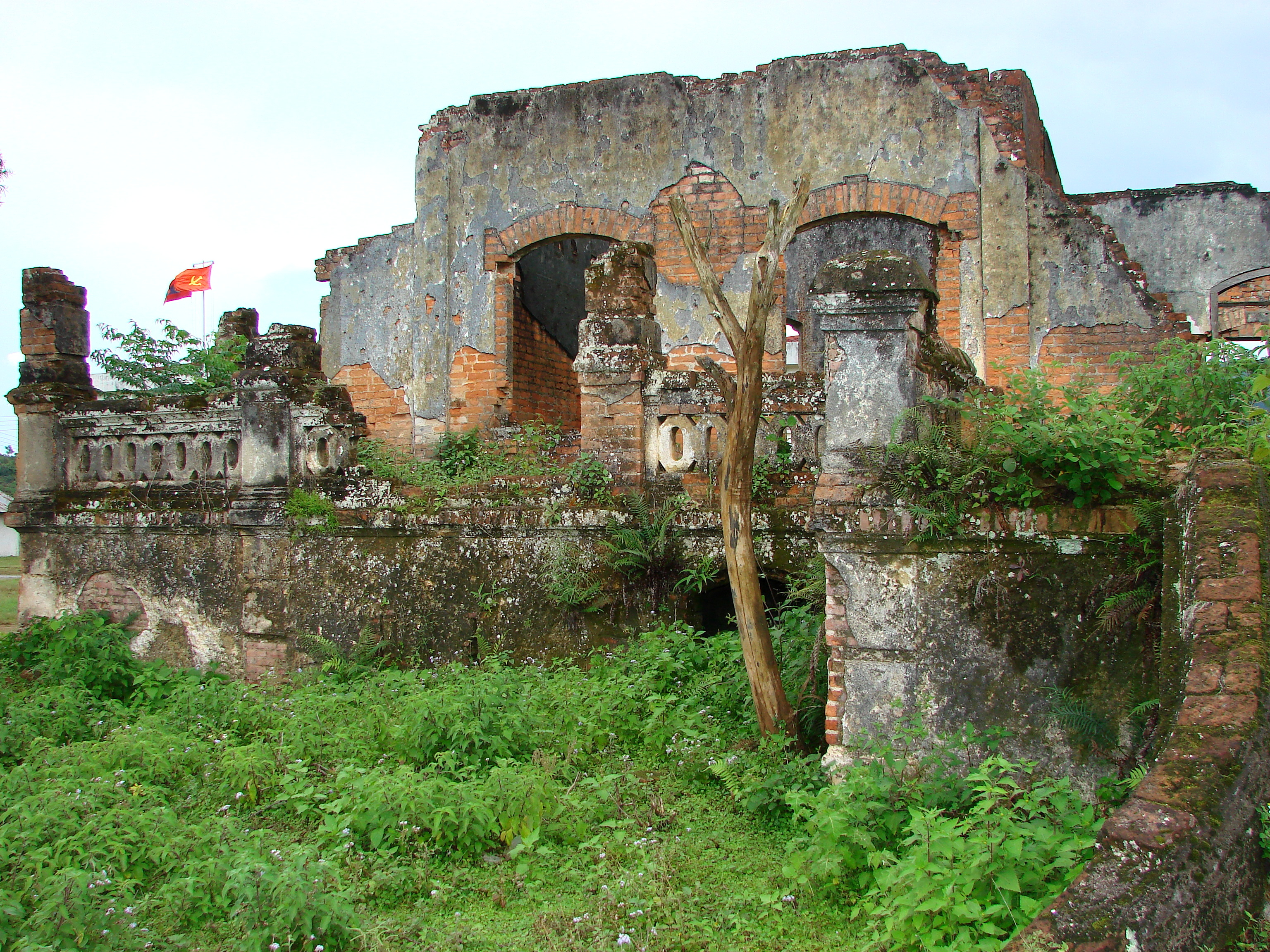
Ruines de l'hôpital français (2009).

Xieng Khouang était la capitale de la province de Xieng Khouang au Laos. Cette ville a été presque complètement détruite dans les années 1970, au cours des combats du Pathet Lao contre les forces anti-communistes soutenues par les États-Unis. En 2005, Xieng Khouang abritait 5 229 habitants.[réf. nécessaire]
Après sa destruction, une nouvelle ville a été bâtie à une quinzaine de kilomètres au nord-ouest : Phonsavan.
De nos jours, de nouvelles habitations ont été construites à l'emplacement de Xieng Khouang, sous le nom de Muang Khoun et sans commune mesure avec les bâtiments existant précédemment. Seuls restent quatre vestiges de l'ancienne ville :
- les ruines d'un temple bouddhiste, le Vat Phia Vat
- les ruines de l'ancien hôpital français
- deux stūpas, le That Foun (de style Lanna) et le That Chom Phet (de style Cham)